# Parafia św. Tekli w Tymienicy
Parafia św. Tekli w Tymienicy – jedna z 10 parafii dekanatu lipskiego diecezji radomskiej.

## Historia
- Tymienica powstała prawdopodobnie w XVI w. jako posiadłość rodowa Tymińskich. W XVII w. stanowiła własność Stanisława Witkowskiego, kasztelana sandomierskiego, a potem kolegium pijarskiego w Radomiu. Pod względem kościelnym należała do parafii Ciepielów. Drewniana kaplica dworska pw św. Tekli istniała w XVIII w. Duszpasterstwo stałe sprawowane jest od 1 sierpnia 1908, kiedy to zamieszkał przy kaplicy ks. Józef Wieczorek. Parafia została erygowana w 1920 przez bp. Mariana Ryxa. Początkowo za świątynię służyła kaplica, przy której duszpasterstwo sprawował ks. Józef Wieczorek. Kościół, według projektu arch. Jana Borowskiego z Wilna, był budowany w latach od 1911 – z przerwą w latach I wojny światowej – do 1930, staraniem ks. Stanisława Knapika i ks. Władysława Pieniążka. Podczas II wojny światowej zburzono wieżę i zniszczono wnętrze kościoła. Po wojnie był on odbudowywany i upiększany. Konsekracji świątyni dokonał w 1966 bp. Piotr Gołębiowski. Kościół był restaurowany w 1970. Jest budowlą jednonawową, wzniesioną z czerwonej cegły.

## Proboszczowie
- 1945-1946 – ks. Bolesław Gluza
- 1946-1953 – ks. Bolesław Fochtman
- 1953-1958 – ks. Jan Gajos
- 1958-1963 – ks. Jan Żelaśkiewicz
- 1963-1972 – ks. Antoni Kociński
- 1972-1980 – ks. Jan Uchański
- 1980-1986 – ks. Tadeusz Lizińczyk
- 1986-1987 – ks. Jan Uchański
- 1987-1989 – ks. Bogusław Mleczkowski
- 1989-1994 – ks. Kazimierz Tynkowski
- 1994-1996 – ks. Stanisław Maicki
- 1996-2000 – ks. Stanisław Wlazło
- 2000-2008 – ks. Jan Wiktorowicz
- od 2008 – ks. Bogdan Brusik

## Zasięg parafii
Do parafii należą wierni z następujących miejscowości: Karolów, Niemieryczów, Siekierka Nowa, Siekierka Stara, Tymienica Nowa, Tymienica Stara, Wysocin i Zajączków.